# Molossops neglectus
Molossops neglectus é uma espécie de morcego da família Molossidae. Pode ser encontrada em duas populações distintas: uma na Colômbia, Venezuela, Guiana, Suriname, Guiana Francesa e região amazônica no Brasil; e outra no norte da Argentina, sul e sudeste do Brasil.